# Isabela Lucemburská
Isabela Lucemburská (francouzsky Isabelle de Luxembourg, 1245/1250? – září 1298) byla hraběnka flanderská a markraběnka namurská.

## Život
Narodila se jako dcera lucemburského hraběte Jindřicha V. a Markéty, dcery Jindřicha z Baru. V květnu 1264 byla provdána za flanderského hraběte Víta z Dampierre a stala se tak jeho druhou ženou. Jednalo se o dvojitý sňatkový projekt – Isabelin bratr Jindřich se oženil s Beatrix z Avesnes, jejíž rodina patřila ke straníkům flanderského hraběte, a těmito sňatky byl zažehnán spor o namurské hrabství. Lucemburkové se tak vzdali své snahy o zisk namurského hrabství ve prospěch flanderského hraběte.
Isabelino manželství s o dvě desetiletí starším hrabětem bylo požehnáno početným potomstvem. Hrabě se po letech spojenectví s francouzským dvorem přiklonil na stranu anglického krále Eduarda I., což vedlo k uvěznění jeho i jeho dvou synů. Dcera Filipa, zasnoubená s anglickým následníkem, musela být předána do péče francouzského krále. Po propuštění z vězení Vít vypověděl lenní slib Francii, což vyústilo v bitvu u Furnes, kde byli Dampierrové poraženi. Isabela zemřela během příměří v září 1298. Vít z Dampierre, opuštěn všemi spojenci, svou choť přežil o téměř sedm let a byl pohřben po jejím boku v klášteře Flines.